# Karmin (Band)
Karmin war eine US-amerikanische Popband, bestehend aus dem Duo Amy Renee Heidemann Noonan (geboren 29. April 1986) und Nicholas Louis "Nick" Noonan (geboren 27. April 1986).

## Geschichte

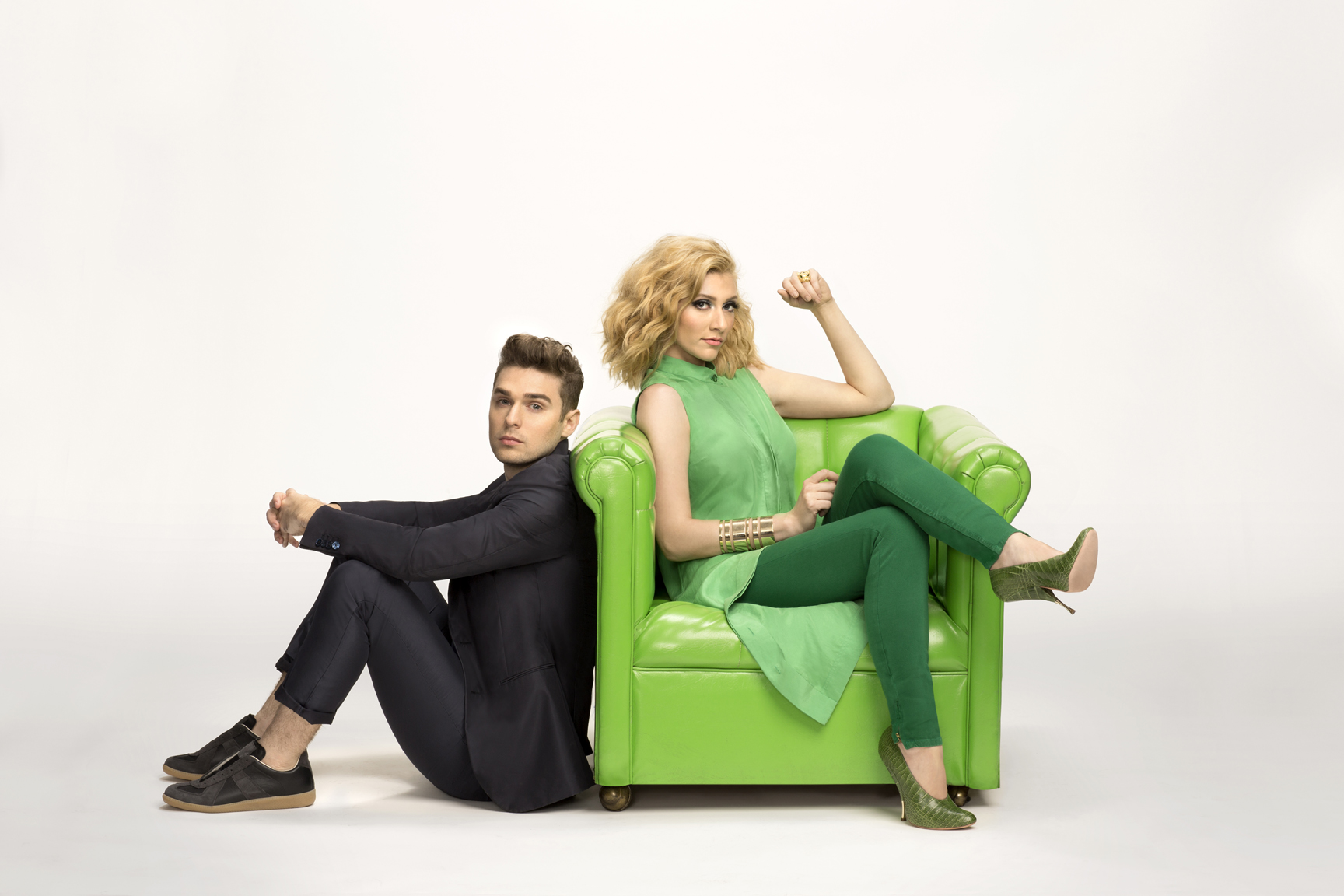
Karmin

Amy Heidemann und Nick Noonan trafen sich während des Studiums am Berklee College of Music in Boston. Heidemann ist Absolventin der Seward High School in Nebraska und Noonan absolvierte die Old Town High School in Maine, wo er Mitglied der Musikkapelle und des Jazzensemble war. Sie veröffentlichten ihre erste EP Inside Out im Mai 2010. Die Popularität der beiden stieg durch einen Auftritt in der The Ellen DeGeneres Show sowie durch einen YouTube-Beitrag mit millionenfachen Klicks. International bekannt wurde die Band 2012 durch das Lied Brokenhearted, welches die Top 20 in den Billboard Hot 100 erreichte sowie in Australien, Neuseeland und Großbritannien die Top 10. Der Bandname Karmin entstand aus dem lateinischen Wort carmen (Lied) und dem Wort Karma.
2017 löste sich das Duo Karmin auf, um sich auf Qveen Herby, das Alter Ego von Amy Noonan, zu konzentrieren. Das Projekt bewegt sich weg vom Pop hin zu einem R&B- und Hip-Hop/Rap-Sound.

## Diskografie

### Alben
| Jahr | Titel Musiklabel | Höchstplatzierung, Gesamtwochen, AuszeichnungChartplatzierungen (Jahr, Titel, Musiklabel, Platzierungen, Wochen, Auszeichnungen, Anmerkungen) | Höchstplatzierung, Gesamtwochen, AuszeichnungChartplatzierungen (Jahr, Titel, Musiklabel, Platzierungen, Wochen, Auszeichnungen, Anmerkungen) | Anmerkungen                         |
| Jahr | Titel Musiklabel | UK | US | Anmerkungen                         |
| ---- | ---------------- | --- | --- | ----------------------------------- |
| 2014 | Pulses Epic      | — | US32 (2 Wo.)US | Erstveröffentlichung: 25. März 2014 |

### EPs
| Jahr | Titel Musiklabel            | Höchstplatzierung, Gesamtwochen, AuszeichnungChartplatzierungen (Jahr, Titel, Musiklabel, Platzierungen, Wochen, Auszeichnungen, Anmerkungen) | Höchstplatzierung, Gesamtwochen, AuszeichnungChartplatzierungen (Jahr, Titel, Musiklabel, Platzierungen, Wochen, Auszeichnungen, Anmerkungen) | Anmerkungen                            |
| Jahr | Titel Musiklabel            | UK | US | Anmerkungen                            |
| ---- | --------------------------- | --- | --- | -------------------------------------- |
| 2010 | Inside Out P.I.C.           | — | — | Erstveröffentlichung: 10. Mai 2010     |
| 2011 | The Winslow Sessions P.I.C. | — | — | Erstveröffentlichung: 16. Februar 2011 |
| 2012 | Hello P.I.C.                | — | US18 (5 Wo.)US | Erstveröffentlichung: 4. Mai 2012      |

### Singles
| Jahr | Titel Album         | Höchstplatzierung, Gesamtwochen, AuszeichnungChartplatzierungen (Jahr, Titel, Album, Platzierungen, Wochen, Auszeichnungen, Anmerkungen) | Höchstplatzierung, Gesamtwochen, AuszeichnungChartplatzierungen (Jahr, Titel, Album, Platzierungen, Wochen, Auszeichnungen, Anmerkungen) | Anmerkungen                                                  |
| Jahr | Titel Album         | UK | US | Anmerkungen                                                  |
| ---- | ------------------- | --- | --- | ------------------------------------------------------------ |
| 2011 | Crash Your Party –  | — | — | Erstveröffentlichung: 2. Oktober 2011                        |
| 2012 | Brokenhearted Hello | UK6 Silber · (9 Wo.)UK | US16 Platin · (22 Wo.)US | Erstveröffentlichung: 16. Februar 2012 Verkäufe: + 1.340.000 |
| 2012 | Hello               | — | US62 (8 Wo.)US | Erstveröffentlichung: 31. Juli 2012 Verkäufe: + 7.500        |
| 2013 | Acapella Pulses     | — | US72 Gold · (8 Wo.)US | Erstveröffentlichung: 9. Juli 2013 Verkäufe: + 725.000       |

## Auszeichnungen für Musikverkäufe
| Goldene Schallplatte - Dänemark - 2014: für das Streaming Brokenhearted - Neuseeland - 2015: für die Single Hello Platin-Schallplatte - Neuseeland - 2014: für die Single Acapella | 2× Platin-Schallplatte - Australien - 2013: für die Single Brokenhearted 3× Platin-Schallplatte - Australien - 2013: für die Single Acapella |

Anmerkung: Auszeichnungen in Ländern aus den Charttabellen bzw. Chartboxen sind in ebendiesen zu finden.
| Land/RegionAuszeichnungen für Musikverkäufe (Land/Region, Auszeichnungen, Verkäufe, Quellen) | Silber  | Gold     | Platin     | Verkäufe  | Quellen          |
| -------------------------------------------------------------------------------------------- | ------- | -------- | ---------- | --------- | ---------------- |
| Australien (ARIA)                                                                            | —       | —        | 5× Platin5 | 350.000   | aria.com.au      |
| Dänemark (IFPI)                                                                              | —       | Gold1    | —          | —         | ifpi.dk          |
| Neuseeland (RMNZ)                                                                            | —       | Gold1    | Platin1    | 22.500    | radioscope.co.nz |
| Vereinigte Staaten (RIAA)                                                                    | —       | Gold1    | Platin1    | 1.500.000 | riaa.com         |
| Vereinigtes Königreich (BPI)                                                                 | Silber1 | —        | —          | 200.000   | bpi.co.uk        |
| Insgesamt                                                                                    | Silber1 | 3× Gold3 | 7× Platin7 |           |                  |